# Evangelische Kirche Münster (Butzbach)

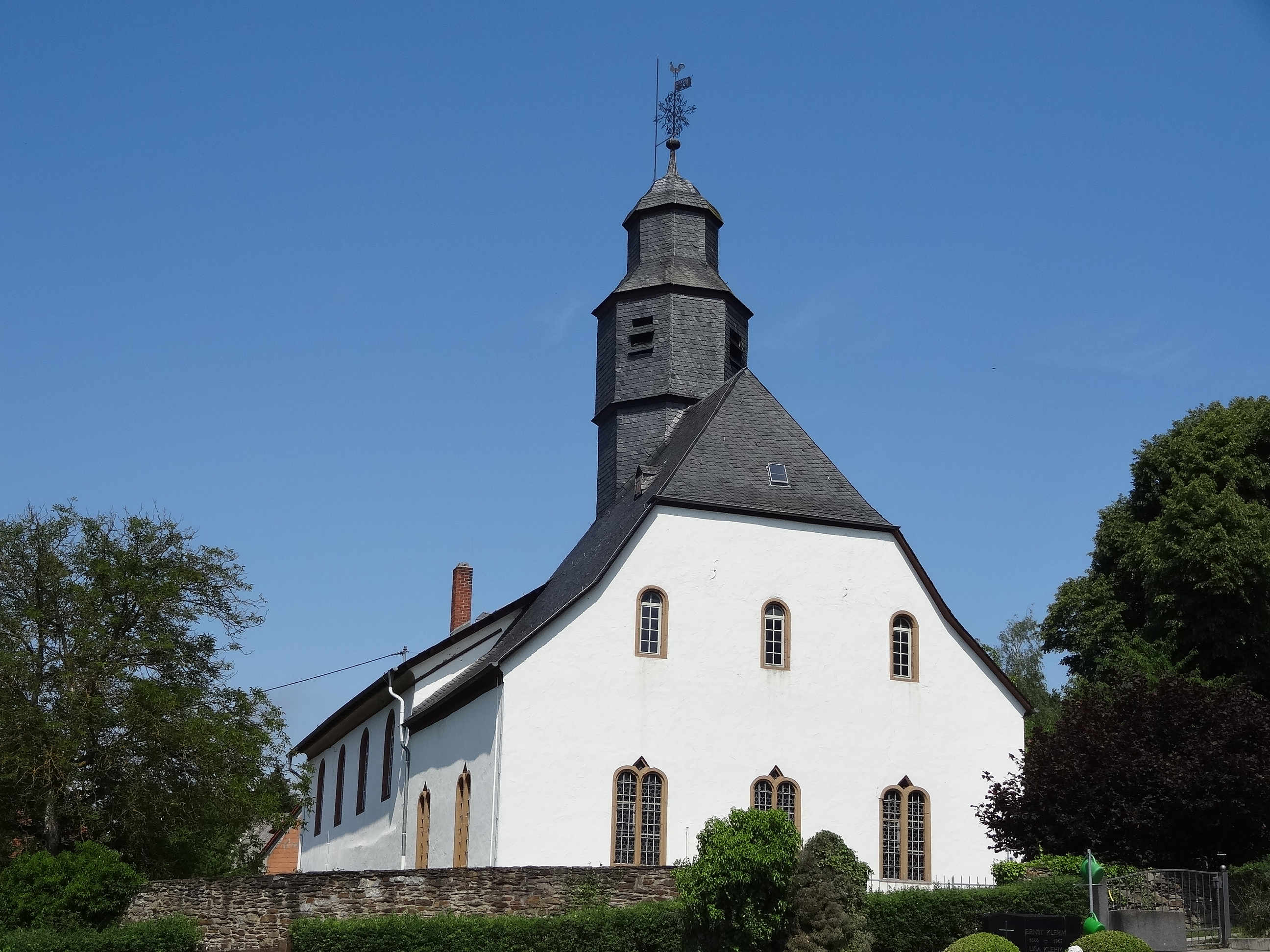
Kirche von Osten

Die Evangelische Kirche in Münster, einem Stadtteil von Butzbach im Wetteraukreis in Mittelhessen, besteht aus zwei Baukörpern. Der quergelagerte Chor mit Haubendachreiter wurde im Jahr 1631, das klassizistische Langhaus 1832 fertiggestellt. Die Saalkirche ist ortsbildprägend und ist hessisches Kulturdenkmal.

## Geschichte
Münster war im Mittelalter Sitz eines Kirchspiels und des Sendgerichts. Im Jahr 1341 ist ein Pfarrer nachgewiesen. Kirchlich war der Ort dem Dekanat Friedberg im Archidiakonat von St. Maria ad Gradus im Erzbistum Mainz zugeordnet. In der mittelalterlichen Kirche Münsters war ein Altar dem heiligen Valentin geweiht.
Mit Einführung der Reformation wechselte die Kirchengemeinde zum evangelischen Bekenntnis. Erster evangelischer Pastor war Hermann Stecher, der vermutlich von 1536 bis 1548 in Münster wirkte. Wahrscheinlich unter Einfluss des fortschrittlichen Philipp III. wurde im Jahr 1630 die alte mittelalterliche Kirche abgerissen und an derselben Stelle eine dreischiffige Basilika mit ein Rechteckchor errichtet, die eine protestantische Prägung aufwies. Als fürstlicher Baumeister wird Jakob Wustmann vermutet. Die Einweihung erfolgte am 1. Mai 1631.
Nach mehreren Reparaturen und Umbauten waren Hauptschiff und Nebenschiffe im 19. Jahrhundert baufällig geworden. Anfängliche Pläne für eine Verkleinerung der Kirche wurden verworfen und stattdessen in den Jahren 1830 bis 1832 ein klassizistischer Saalbau nach Plänen des Gießener Landbaumeisters Hofmann errichtet. Kritiker des Neubaus bezeichneten das Hauptschiff, wo die Frauen ihre Sitzplätze fanden, als „dunklen, feuchten, kellerartigen Raum“, während die Männer „auf ganz und gar mißlungenen Emporenbühnen“ saßen. Bei einer Kirchenrenovierung im Jahr 1912 wurden die Dächer von Turm und Chor erneuert, das Schiff repariert und die übertünchten Wandsprüche im Chor durch Kirchenmaler Hermann Velte freigelegt.
Die Kirchengemeinde Münster gehört zusammen mit der Kirchengemeinde Fauerbach zum Kirchspiel Münster, das etwa 1350 Mitglieder umfasst. Sie ist dem Dekanat Wetterau in der Propstei Oberhessen in der Evangelischen Kirche in Hessen und Nassau zugeordnet.

## Architektur

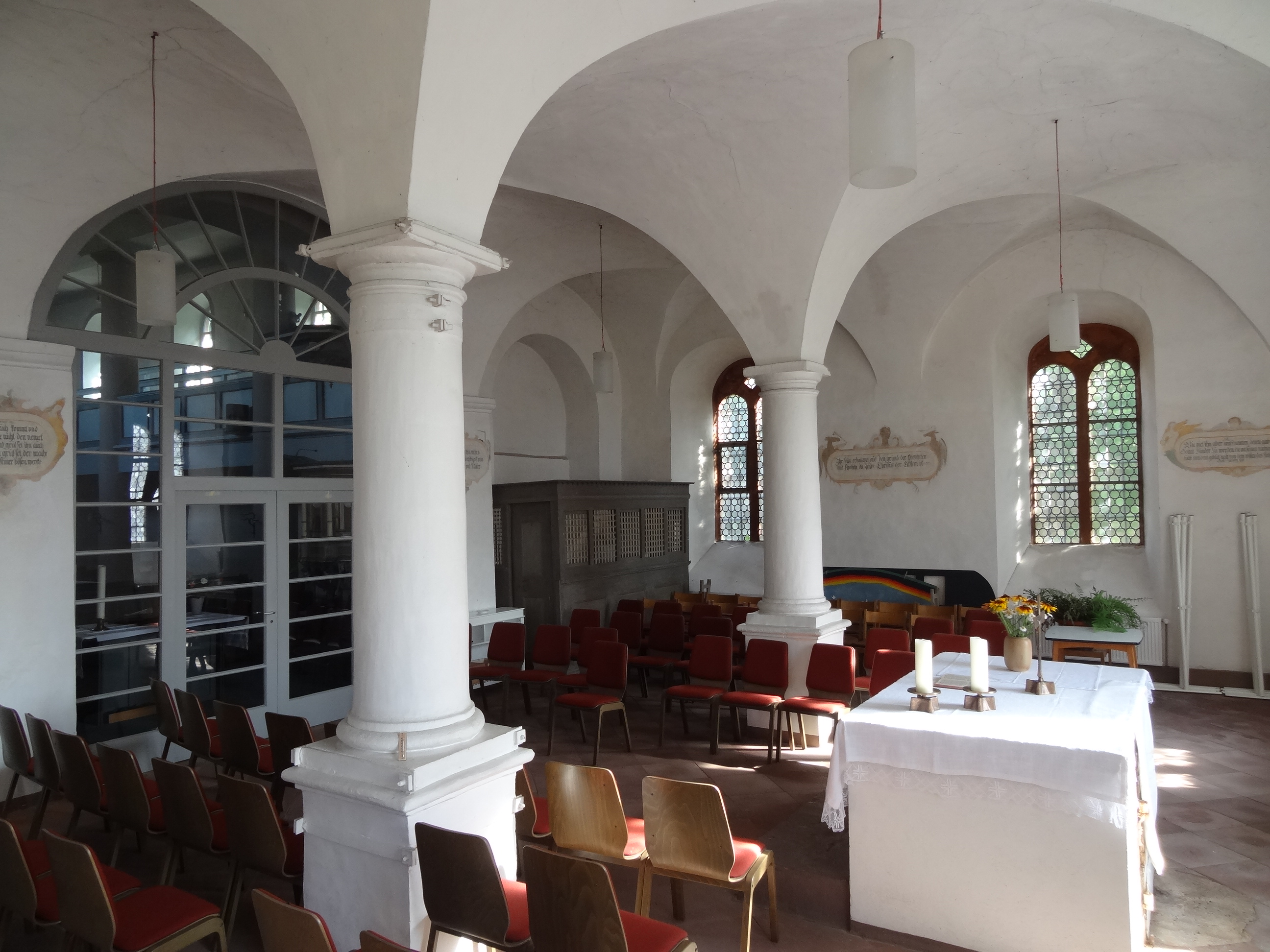
Überwölbter Chor

Die in etwa geostete, weiß verputzte Saalkirche auf rechteckigem Grundriss am östlichen Ortsrand ist inmitten eines ovalen Kirchhofs errichtet, der von einer Mauer aus Bruchsteinmauerwerk umschlossen wird.
Ungewöhnlich ist die Form des quergerichteten Chors auf rechteckigem Grundriss mit geradem Abschluss. Der Innenraum wird in der unteren Zone durch drei gekuppelte Rundbogenfenster in der breiten Ostseite und durch je zwei im Norden und Süden belichtet. In der oberen Zone sind drei kleinere rundbogige Fenster eingelassen. Der Chor wird von einem steilen Schopfwalmdach bedeckt, dessen First den Langbau überragt. An der Südseite ist es mit einer und im Norden mit zwei kleinen Gauben bestückt. Dem Dach ist ein vollständig verschieferter, achtseitiger Dachreiter mit zwei Geschossen aufgesetzt. Die Glockenstube ist gegenüber dem Schaft leicht vorkragend. Pultdächer leiten zum kleinen Obergeschoss über, das von einer geschwungenen Haube bedeckt und von Turmknauf, schmiedeeisernem Kreuz, Wetterfahne und Wetterhahn bekrönt wird.
Das klassizistische Langhaus wird von einem niedrigeren und flacheren Satteldach bedeckt und im Bereich der Emporen durch große Rundbogenfenster belichtet, zwei im Westen und je fünf an den Langseiten.

## Ausstattung

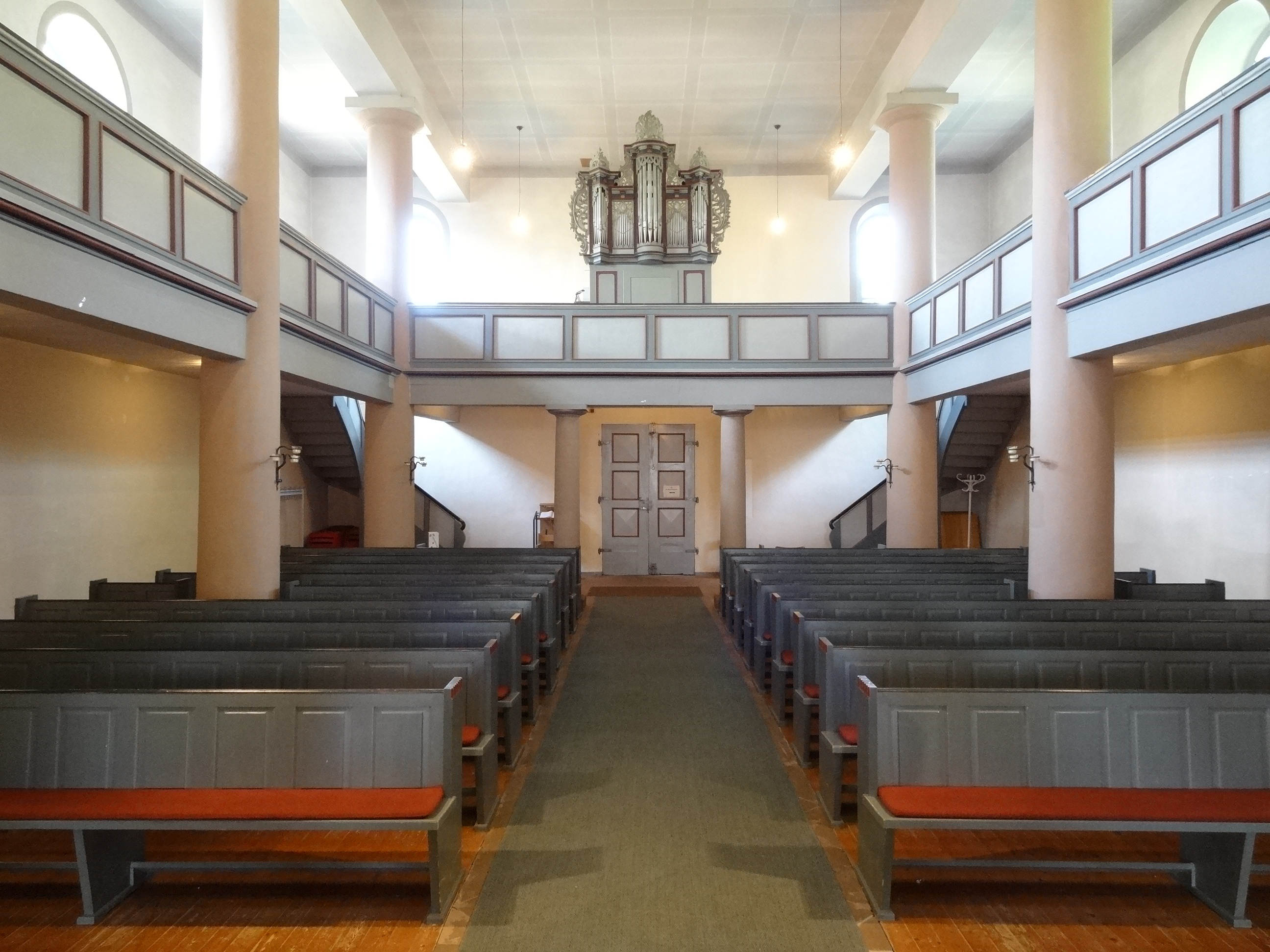
Innenraum nach Westen

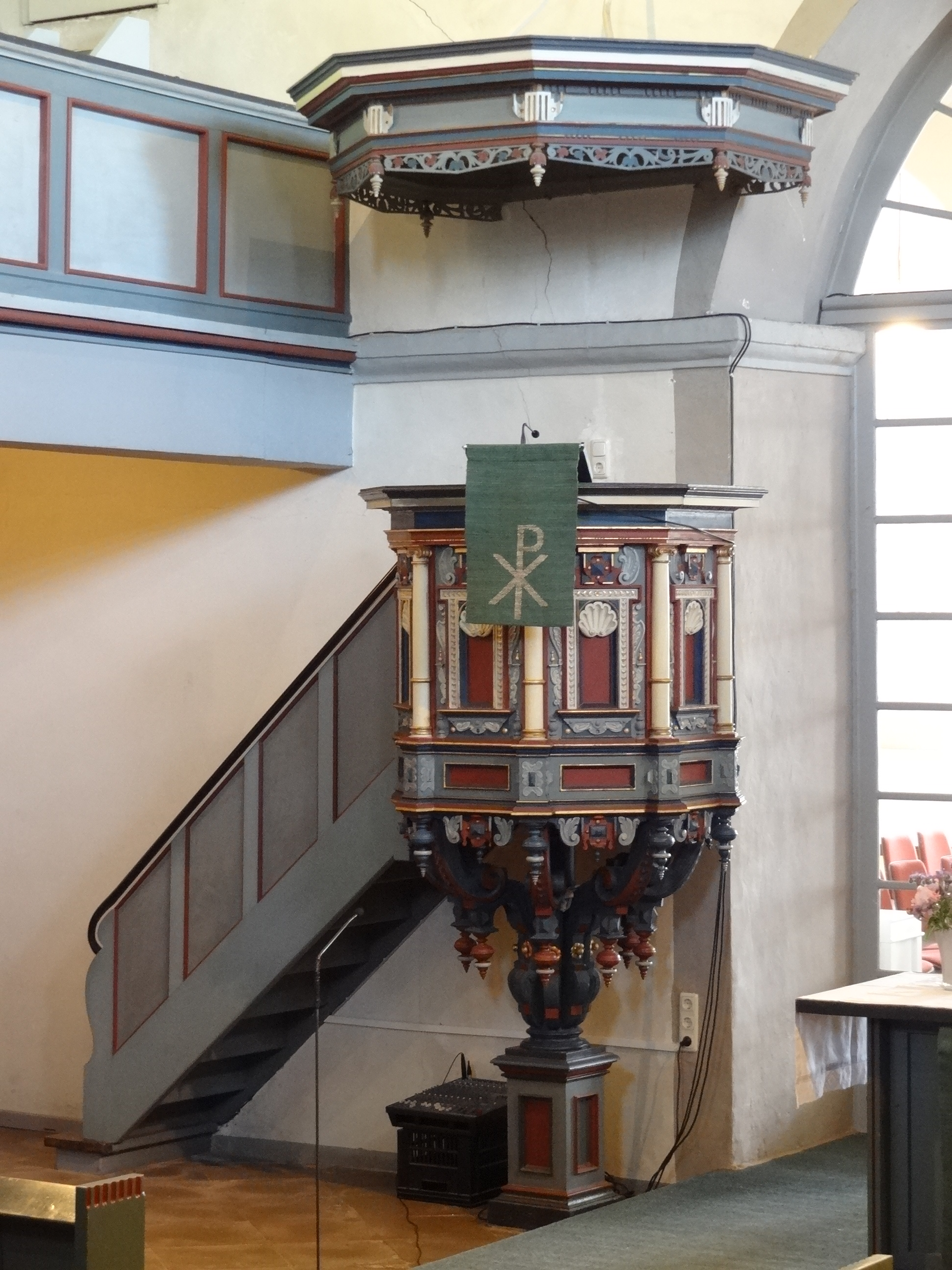
Reich geschnitzte Kanzel

Der Innenraum des Langhauses wird von einer Flachdecke abgeschlossen, die von zwei Längsunterzügen getragen wird. Diese ruhen auf sechs mächtigen dorisierenden Rundsäulen aus verputztem Holz, die die dreiseitig umlaufende Empore einbeziehen. Die Westempore dient als Aufstellungsort der Orgel und wird von zwei schmaleren Rundsäulen gestützt. Die Emporenbrüstung hat kassettierte Füllungen. Ein rundbogiger Triumphbogen auf zwei viereckigen Säulen öffnet den Chorraum vom Langhaus. Er ist vollständig verglast und integriert eine Tür. Die beiden seitlichen rundbogigen Öffnungen sind heute verschlossen.
Die barocke, polygonale, hölzerne Kanzel am nördlichen Stützmauerwerk des Triumphbogens ist mit Beschlagwerk reich verziert. Sie ruht auf einem viereckigen Fuß und hat einen Schalldeckel mit profiliertem Gesimskranz. Der Kanzelkorb wird durch ionische Freisäulen gegliedert, die vertieften Felder sind mit Muscheln verziert. Das oktogonale Taufbecken am südlichen Stützmauerwerk stammt wie die Kanzel aus der Zeit um 1630. Es wird durch einen Fries mit geflügelten Engelköpfen und Fruchtgebinden verziert. Auf dem in großer Höhe angebrachten Taufdeckel steht die Figur Johannes des Täufers, unter dem Deckel ist eine Taube als Symbol des Heiligen Geistes dargestellt. Auf dem Altartisch steht ein hölzernes Kruzifix des Dreinageltypus. Das schlichte hölzerne Kirchengestühl lässt einen Mittelgang frei.
Der Chor ist innen niedriger als das Langhaus und hat Kreuzgewölbe, die auf zwei toskanischen Rundsäulen mit hohen quaderförmigen Basen ruhen. In der Nordwestecke ist ein hölzerner Pfarrstuhl mit durchbrochenem Gitterwerk aufgestellt. Mittig an der Ostseite ist ein Blockaltar aufgemauert. An den Wänden sind Bibelverse in Kartuschen mit figürlichen Darstellungen gemalt. In der Krypta unter dem Chor, zugänglich hinter der alten Altarmensa, liegt Anna Elisabeth von Sachsen-Lauenburg begraben.

## Orgel

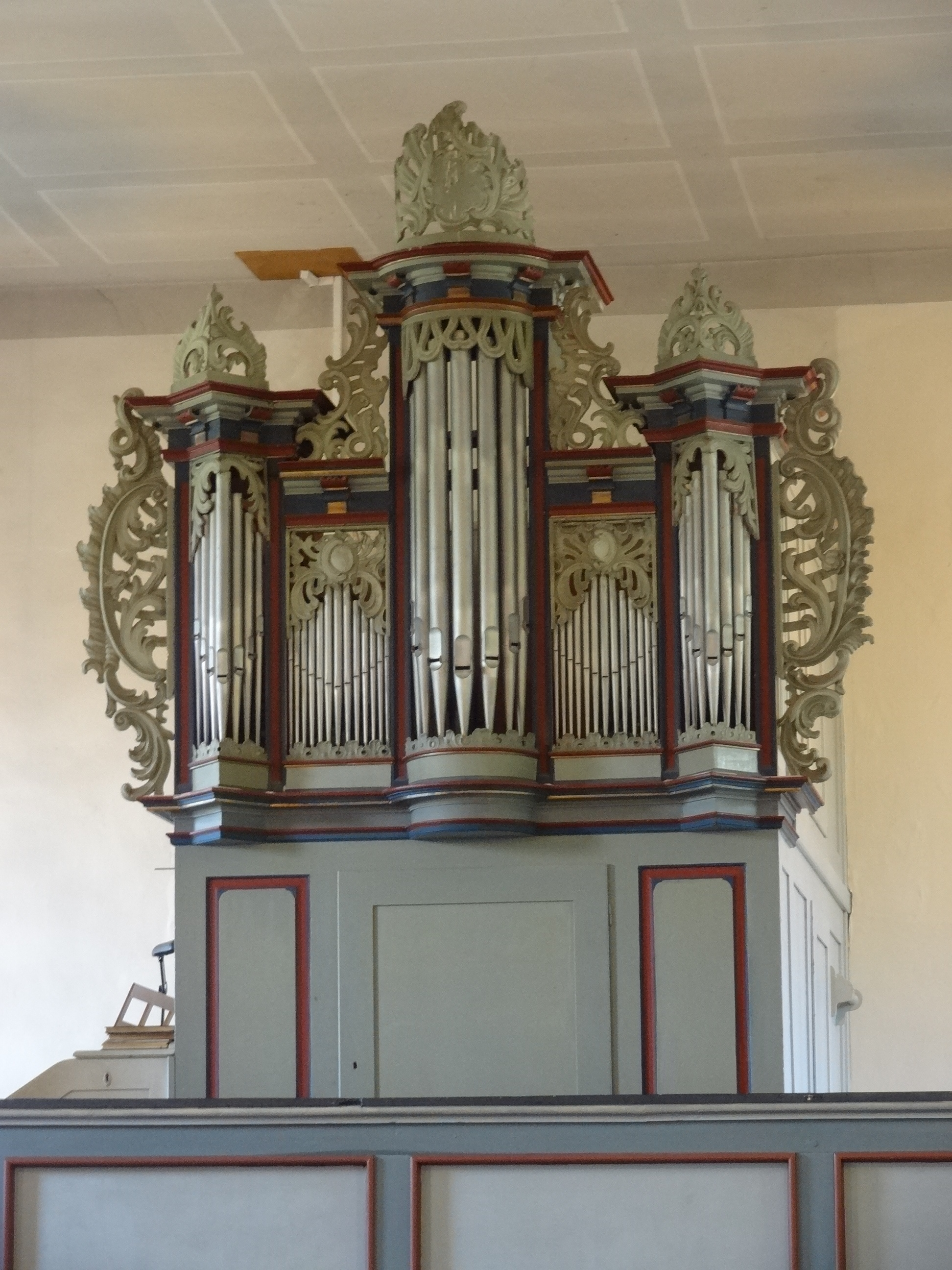
Orgelprospekt des Rokoko

In den Vorgängerbau wurde 1630 eine Orgel eingebaut. In der zweiten Hälfte des 18. Jahrhunderts schuf ein unbekannter Orgelbauer ein neues Instrument. Eine Umsetzung der Orgel erfolgte um 1816/1818, eine Reparatur durch Gustav Raßmann im Jahr 1852. Die Licher Firma Förster & Nicolaus Orgelbau baute 1948 hinter dem Rokoko-Prospekt ein neues Innenwerk mit pneumatischen Kegelladen. Neun Register verteilen sich auf zwei Manuale und Pedal. Der fünfachsige Prospekt hat einen überhöhten mittleren Rundturm und außen zwei Spitztürme, dazwischen niedrige Flachfelder. Die charakteristische Gestaltung weist auf Johann Friedrich Syer. Die Schleierbretter, seitlichen Blindflügel und Gehäuseaufbauten sind mit Rankenornamenten reich verziert. Die Disposition lautet wie folgt:
| I Manual C–g3 |       |
| Holzprinzipal | 8′    |
| Nachthorn     | 4′    |
| Quinte        | 2 ⁄3′ |
| Oktave        | 2′    |

| II Manual C–g3 |    |
| Sing. Gedackt  | 8′ |
| Prinzipal      | 4′ |
| Blockflöte     | 2′ |
| Sifflöte       | 1′ |

| Pedal C–f1 |     |
| Untersatz  | 16′ |
| Flöte      | 8′  |
| Nachthorn  | 4′  |

- Koppeln: I/P